# Double éboulement du 5 novembre 2024 de la falaise de Dschang
Le double éboulement du 5 novembre 2024 à la falaise de Dschang est un glissement de terrain qui s'est produit sur les flancs de la Falaise de Foréké. Ces éboulements font des victimes sur la route vers Dschang, dans la région de l'Ouest au Cameroun; un des voies les plus accidentogènes au Cameroun.
Les reliefs alentours sont à une altitude d'environ 1 400 m. Quatre morts et de nombreux dégâts matériels sont constatés.

## La catastrophe

### Contexte et causes
Le premier du double éboulement commence le mardi 5 novembre. Les secours sont appelés et des engins interviennent sur une route très utilisée, qui désenclave la grande ville de Dschang dans l'ouest et toute la région du Nord-ouest. Cette route est empruntée par des véhicules en provenance du littoral et du sud du Cameroun.
L'éboulement se produit en début novembre qui correspond à la fin de la saison des pluies.
Des mémoires des recherches ont abordé le sujet des instabilités des talus de la falaise de Dschang.

### Déroulement
L'éboulement de terre est survenu à la falaise de Dschang mardi 05 novembre 2024, autour de 10 heures et 40 minutes, coupant la circulation sur l'axe routier Dschang-Santchou.
Les trois engins lourds engagés venus de la ville de Dschang pour le déblaiement de la chaussée sont ensevelis sous un autre éboulement de plus grande ampleur, filmé par les usagers de la route vers 14 heures et 30 minutes.

### Bilan
On dénombre quatre corps et des engins ensevelis. Des images de drone auraient identifié en outre trois véhicules de transport de type coaster, cinq véhicules de type picnic, plusieurs motocyclettes, des passants et riverains.
Fin novembre on peut estimer une trentaine de morts avec seulement dix corps retrouvés. Ce sont surtout des passants qui admiraient le spectacle qui ont été ensevelis! On se demande ce que faisait la police et les "ingénieurs"?

## Réactions

### Secours
Les témoins sur place se plaignent de l'inaction de la policeet de l'absence de moyens appropriés pour assister les victimes,.

### Réactions des officiels et personnalités
Des ministres, gouverneur et autres autorités se rendent sur place. Le 17 novembre 2024, Maurice Kamto, se rend sur place et plante un Arbre de la paix. Les géographes de l'université de Dschang redoutent un troisième glissement,,,.
Le trafic entre Santchou et Dschang est interrompu.
Les voyageurs vers  Dschang, Mbouda ou Bamenda, venant du Littoral sont reversés sur la route de Melong - Kekem - Bafang Bafoussam.

### Médias
Les réseaux sociaux, la presse camerounaise et internationale couvre cette catastrophe et donne des bilans dès les premiers instants.
Les vidéos sont aussi largement diffusées sur les réseaux sociaux.
Le tracé alternatif, route qui devait être construite du temps de l'occupation allemande, est de nouveau reconsidéré par les usagers.